# Ryparosa
Ryparosa is een geslacht uit de familie Achariaceae. De soorten uit het geslacht komen voor in tropisch Azië, op het eiland Nieuw-Guinea en in de Australische deelstaat Queensland.

## Soorten
- Ryparosa acuminata Merr.
- Ryparosa anterides B.L.Webber
- Ryparosa baccaureoides Sleumer
- Ryparosa caesia Blume ex Baill.
- Ryparosa calotricha Mildbr.
- Ryparosa cauliflora Merr.
- Ryparosa fasciculata King
- Ryparosa glauca Ridl.
- Ryparosa hirsuta J.J.Sm.
- Ryparosa hullettii King
- Ryparosa javanica (Blume) Kurz ex Koord. & Valeton
- Ryparosa kostermansii Sleumer
- Ryparosa kunstleri King
- Ryparosa kurrangii B.L.Webber
- Ryparosa maculata B.L.Webber
- Ryparosa maycockii B.L.Webber
- Ryparosa micromera Slooten
- Ryparosa milleri B.L.Webber
- Ryparosa minor Ridl.
- Ryparosa multinervosa Slooten
- Ryparosa porcata P.F.Stevens
- Ryparosa wallichii Ridl.
- Ryparosa wrayi King